# Jack Wetherall
Jack Wetherall (geb. 5. August 1950 in Sault Ste. Marie) ist ein kanadischer Schauspieler, der vor allem durch seine Rolle des Vic Grassi in der US-Serie Queer as Folk bekannt wurde.

## Leben
Seinen Schwerpunkt hat Wetherall jedoch seit mehr als 30 Jahren beim Theater, wo er unter anderem die Rolle des Montjoy in Heinrich V., den Saturninus in Titus Andronicus und den Malcolm in Macbeth spielte. 
Von 2000 bis 2004 spielte er den AIDS-kranken Vic Grassi in der Serie  Queer as Folk, wo er neben Randy Harrison, Peter Paige und Robert Gant einer der offen Homosexuellen in der Schauspielerriege war, die er Mitte der vierten Staffel verließ.
Zu sehen war Wetherall auch im kanadischen Fernsehfilm Third Man Out, der 2005 in den USA lief.

## Filmografie (Auswahl)
- 1992: California Clan (Fernsehserie, 1 Folge)
- 1999: Springfield Story (Fernsehserie, 1 Folge)
- 1999–2004: Queer as Folk (Fernsehserie, 48 Folgen)
- 2000: Relic Hunter – Die Schatzjägerin (Relic Hunter, Fernsehserie, 1 Folge)